# Scintigrafia tiroidea
La scintigrafia tiroidea è un'indagine medico-nucleare che consente di studiare il funzionamento della tiroide.

## Indicazioni
L'esame è indicato nello studio della patologia nodulare tiroidea (distinzione fra nodi "caldi" ipercaptanti e "freddi" ipocaptanti), nello studio del gozzo (semplice, retrosternale, multinodulare o tossico), dell'ipertiroidismo da causa non nota, dell'ipotiroidismo congenito secondario a verosimile agenesia o ectopia tiroidea, nella tiroidite subacuta e nel follow up dopo tiroidectomia totale per valutare la presenza di eventuali residui ghiandolari.

## Radiofarmaci disponibili
Il primo radiofarmaco utilizzato nello studio della patologia tiroidea mediante scintigrafia è stato lo iodio 131. Oggi questo isotopo dello iodio non è più utilizzato nella diagnostica scintigrafica della patologia benigna per via delle sue caratteristiche dosimetriche sfavorevoli (dovute all'emissione di particelle beta oltre ai fotoni gamma), mentre mantiene un ruolo fondamentale nella terapia radiometabolica dell'ipertiroidismo (ove si usa sia come agente terapeutico sia nell'esecuzione del test di captazione, quest'ultimo test è utile a stabilire l'attività da somministrare al paziente).
Un isotopo dell'iodio emittente solo fotoni gamma, utilizzabile in clinica, è lo iodio-123. Tuttavia, per via del suo costo, di solito questo nuclide viene impiegato solo nello studio del gozzo retrosternale o dell'ectopia tiroidea.
Il radiofarmaco più utilizzato in medicina nucleare per l'esecuzione delle scintigrafie tiroidee è il pertecnetato (99mTcO4-). Questo anione presenta carica elettrica uguale allo ioduro (I-) e massa molecolare molto simile; motivo per cui viene captato anch'esso dalle cellule tiroidee (sebbene non ci rimanga molto a lungo, perché al contrario dello ioduro non può essere utilizzato nella sintesi degli ormoni tiroidei).
Il pertecnetato è molto poco costoso (ogni centro di medicina nucleare può produrne in quantità grazie a un generatore molibdeno-tecnezio) e presenta sola emissione di fotoni gamma con un'energia ottimale per la rilevazione mediante gamma camera.

## Esecuzione dell'esame
Il paziente non deve assumere terapie con ormoni tiroidei, tireostatici (metimazolo, propiltiouracile), perclorato di potassio (blocca l'organificazione dello iodio) e dosi eccessivi di iodio libero (alcuni farmaci, integratori, disinfettanti, mezzi di contrasto iodati) per evitare interferenze di questi con l'uptake del pertecnetato.
Si inizia la procedura iniettando al paziente il pertecnetato. Questo, nel giro di 15-30 minuti, si diffonde anche nel comparto extravascolare e viene captato attivamente dalle cellule tiroidee. Dai 30 minuti in poi l'anione incomincia a essere dismesso da queste e raggiunge il suo picco di concentrazione. È in questo momento che deve essere effettuata l'acquisizione delle immagini, puntando la gamma camera sulla regione anteriore del collo. Di solito si acquisisce un'immagine ad ampio campo, comprendente anche le ghiandole salivari e successivamente una mirata al parenchima tiroideo. È possibile acquisire le immagini sia usando collimatori a fori paralleli per basse energie sia collimatori pin-hole.

## Quadro di normalità
L'immagine della tiroide normale è costituita da 2 regioni ellittiche convergenti a livello del loro polo inferiore, dove si trova l'istmo. Il lobo destro è di solito poco più grande del sinistro. I margini dei due lobi sono di solito convessi (se compaiono regioni concave, queste sono sospette per nodularità non captanti). In alcuni casi sono visibili l'istmo e il lobo piramidale della ghiandola. Di norma le ghiandole salivari hanno lo stesso uptake di pertecnetato della tiroide.

## Quadri patologici
In presenza di nodo tiroideo singolo iperfunzionante si osserva una sola nodularità ipercaptante il tracciante ("calda") con debole o assente visualizzazione del restante parenchima tiroideo (che è non funzionante, in quanto la secrezione di TSH a livello ipofisario è inibita dall'eccesso di ormoni prodotto dal nodo). Tali nodularità sono di solito benigne (adenoma tossico di Plummer), sebbene in rari casi è possibile osservare dei tumori tiroidei captanti il pertecnetato. Se gli adenomi di Plummer nella ghiandola sono più di uno si parla di malattia di Plummer.
I nodi tiroidei ipofunzionanti (o "freddi") sono di solito adenomi non funzionanti, aree necrotiche o emorragiche, raccolte di colloide, focolati di tiroidite, metastasi a distanza di altre neoplasie o anche carcinomi tiroidei. Questo tipo di nodi rappresentano l'80% del totale. Poiché il quadro scintigrafico può sottendere a numerosi quadri istopatologici è necessario approfondire la natura reale del reperto mediante l'ecografia e/o l'esame citologico del nodo stesso effettuato mediante agoaspirato. Pertanto, la scintigrafia tiroidea, nella diagnosi differenziale fra nodi benigni e maligni, presenta sensibilità elevata, ma bassa specificità.
Nel gozzo multinodulare la tiroide si presenta con uptake grossolanamente eterogeneo (aree ipo e iperfunzionanti sono alternate ad aree con uptake normale), spesso ingrandita e di forma bozzuta.
Nel gozzo tossico diffuso il volume e l'uptake di pertecnetato della tiroide risultano incrementati in toto e in modo omogeneo (uptake maggiore di quello delle ghiandole salivari), spesso con estensione retrosternale della ghiandola stessa. Questo quadro è patognomonico della malattia di Basedow-Graves. In alcuni casi l'uptake ghiandolare può rimanere nella norma (gozzo diffuso non tossico).
Le tiroiditi presentano quadri di uptake diversi a seconda della loro eziologia. In quella acuta suppurativa, di De Quervain e di Reidel l'uptake del tracciante risulta ridotto e disomogeneo.
La tiroidite di Hashimoto si può presentare sia con ipo sia con iperfunzione in toto della ghiandola (in modo simile alla malattia di Graves-Basedow), ma anche con quadri di uptake disomogeneo (a seconda della fase di malattia).
In caso di agenesia della tiroide non si osserva uptake di pertecnetato nella regione del collo, mentre può essere presente debole uptake a livello del dotto tireoglosso. Se invece si ha ectopia tiroidea, l'uptake del tracciante anziché essere a livello della regione anteriore del collo, si può osservare lungo il decorso del dotto tireoglosso (spesso in sede sottolinguale).
Nell'ipertiroidismo esogeno, cioè secondario ad assunzione di ormoni tiroidei in eccesso con la dieta o con farmaci (spesso tramite prodotti dimagranti arricchiti con questi), si può osservare debole o assente uptake del pertecnetato da parte della ghiandola (che è inibita dal mancato rilascio di TSH da parte dell'ipofisi).